# 仙水島
仙水島（せんすいじま）は、大分県津久見市にある無人島である。

## 地理
津久見湾の南側に延びる四浦半島の北岸から約75mに位置する。秩父帯のチャートからなる平坦な島で、南岸は海食崖になっている。ウバメガシ、シイ、ダンチクが繁茂している。島の北東500mに貴船島がある。

## 津久見市仙水遊漁センター
1980年4月に、この島の対岸に第三セクターが運営する海上釣り堀の津久見市仙水遊漁センターが設けられ、仙水島は対岸と堤防（方塊堤）で結ばれてその一部となった。対岸との間を結ぶ堤防が同センターの釣り場施設となったほか、島には遊歩道が設けられ、島の天然岩礁も磯つり場として利用された。

## うみたま体験パーク「つくみイルカ島」
仙水遊漁センターが2010年（平成22年）3月31日に廃止されると、その跡地には2011年（平成23年）4月2日にうみたま体験パーク「つくみイルカ島」がオープン。仙水島は、つくみイルカ島の一部とされ、豊後水道を眺望する展望デッキを備える島ゾーンになった。